# 哈勒森林站
哈勒森林站（丹麥語：Hareskov Station，發音：[ˈhɑːɑˌskʌwˀ stæˈɕoˀn]）是丹麦哈勒森林铁路的一个中途站，现属哥本哈根市郊铁路系统，位于丹麦首都大区富勒瑟市鎮韦勒瑟镇。 1906年4月20日随哈勒森林铁路一同启用。1977年9月25日引入哥本哈根市郊铁路。

## 外部連結
- 丹麦国家铁路官网对哈勒森林站的介绍 （页面存档备份，存于）（丹麦文）